# Miss Italia nel mondo 2008
La diciottesima edizione di Miss Italia nel mondo si è svolta presso il "Palazzo del Turismo" di Jesolo il 24 giugno 2008 ed è stata condotta da Caterina Balivo e Biagio Izzo. Vincitrice del concorso è risultata essere la paraguaiana Fiorella Migliore.

## Piazzamenti
| Risultato finale           | Concorrente                    |
| -------------------------- | ------------------------------ |
| Miss Italia nel mondo 2008 | - Paraguay - Fiorella Migliore |
| 2ª classificata            | - Benelux - Robin Hamersteen   |
| 3ª classificata            | - Sudafrica - Sian Ryan        |

## Concorrenti[2]
01 Benelux - Robin Hamersteen
02 Aruba - Nabhilach De Palm
03 Inghilterra - Jasmin Azzopardi Schellmann
04 Lussemburgo - Laura Di Ronco
05 Paraguay - Fiorella Migliore
06 Romania - Miruna Iulia Minculescu
07 Sudafrica - Sian Ryan
08 Thailandia - Ginevra Leggeri
09 Stati Uniti d'America - Jordan Monaghan
10 Africa - Paola Mastrogiuseppe
11 Argentina - Mar del Plata - Mariel Michelin
12 Belgio - Jessica Olivieri
13 Bosnia ed Erzegovina - Aldijana Kurtovic
14 Honduras - Alejandra Mendoza
15 Germania - Marie Clarissa Weidner
16 Perù - Grecia Solano
17 Colombia - Marilyn Rey
18 Cuba - Laritza Fontela
19 Francia - Parigi - Rossella Nappi
20 Argentina - Lorena Buri
21 Bolivia - Flavia Foianini
22 Canada - Stefanie Masotti
23 Caraibi - Angelica Geraldino
24 Croazia - Marijana Tomic
25 Belgio - Bruxelles - Melanie Ferri
26 Amazzonia - Catiane Fredez
27 Balcani - Florentina Denisa Visinchi
28 Cile - Barbara Levrini
29 Ecuador - Paola Amoretty
30 Francia - Marie Brunetto
31 Malta - Katrina Pavia
32 Norvegia - Karin Santini
33 Spagna - Jessica Ischia
34 Svizzera - Zurigo Valeria Merola
35 Algeria - Ines Monaca
36 Messico - Maria Arnauda
37 Paesi Bassi - Jolanda Adelaar
38 Repubblica Dominicana - Paola Casilla
39 Svezia - Raffaella Fontana
40 Venezuela - Caracas - Susan Carrizo Scandela
41 Australia - Kiara Castiello
42 Etiopia - Bethlehem Gashaw
43 Brasile - Renata Marzolla
44 Svizzera - Patrizia Epifani
45 Stati Uniti d'America - Pennsylvania - Gina Cerilli
46 Gran Bretagna - Cristina Barbato
47 Porto Rico - Catalina Morales
48 Slovenia - Lisa Scopel
49 Sud America - Cristiane Pinzan
50 Venezuela - Andrea Musella

## Ascolti
| Serata         | Spettatori | Share  | Fonte |
| -------------- | ---------- | ------ | ----- |
| 24 giugno 2008 | 3.873.000  | 24,22% | [ 3 ] |